# Dolichomia
Dolichomia is een geslacht van vlinders van de familie snuitmotten (Pyralidae), uit de onderfamilie Pyralinae.

## Soorten
- D. amoenalis Möschler, 1881
- D. binodulalis Zeller, 1872
- D. craspedalis Hampson, 1906
- D. datames Druce, 1900
- D. decetialis Druce, 1900
- D. graafialis Snellen, 1875
- D. impurpuratalis Dognin, 1910
- D. nigrapuncta Kaye, 1901
- D. olinalis Guenée, 1854
- D. phanerostola Hampson, 1917
- D. planalis Grote, 1880
- D. plumbeoprunalis Hampson, 1917
- D. resectalis Lederer, 1863
- D. thymetusalis Walker, 1859